# 包尔洛希道
包尔洛希道（匈牙利語：Barlahida）是匈牙利佐洛州所辖的一个村，总面积6.10平方公里，总人口128，人口密度21.0人/平方公里（2010年1月1日）。